# كرويدون (نيوهامشير)
كرويدون (بالإنجليزية: Croydon, New Hampshire)‏ هي بلدة أمريكية تقع في الولايات المتحدة في Sullivan County. يقدر عدد سكانها بـ 764 نسمة ومساحتها 97.0 كم2 وترتفع عن سطح البحر 272 متر.